# Коло приречених
«Коло приречених» — радянський художній фільм 1991 року режисера Юрія Бєлєнький, детективна драма.

## Сюжет
Фільм знятий за мотивами класичного французького детектива П'єра Буало і Тома Нарсежака «Та, якої не стало».
Ірина та Сергій давно зустрічаються і хочуть офіційно оформити свої стосунки. Але на їх шляху є суттєва перешкода — ревнива дружина Сергія — Лариса, яка ні за що не бажає розлучатися. Єдиний вихід, який бачать коханці, — вбивство. Істотну роль в справі має матеріальна сторона, тому що після смерті дружини Сергію дістається все майно, а його чимало.
Але побудувати щастя на невинно пролитій крові Ірині та Сергію не вдається. Жертва злочину не відпускає своїх убивць…

## У ролях
- Ігор Бочкін —  Сергій
- Анна Каменкова —  Ірина
- Надія Смирнова —  Лариса
- Всеволод Ларіонов —  Юлій
- Юрій Назаров —  Гуртов, сусід по дачі
- Надія Лященко —  подруга Лариси
- Борис Бачурін —  інспектор ДАІ
- Наталія Селезньова —  Фіма Корабльова, співробітниця редакції
- Юрій Шпагін —  епізод
- Олег Банников —  епізод
- С. Бочкіна —  епізод
- А. Орлов —  епізод
- Ірина Горохова —  епізод
- Валентин Трифонов —  епізод
- Поліна Бєленькая —  Поліна, дочка подруги Лариси
- Олексій Колодченко —  епізод
- Олег Савосін —  водій (немає в титрах)

## Знімальна група
- Режисер —  Юрій Бєлєнький
- Автор сценарію —  Юрій Бєлєнький
- Оператор — Володимир Папян
- Художник — Андрій Платов
- Композитор —  Гліб Май
- Директора картини: Є. Голинський, С. Рибаков